# هار براخا
هار براخا (بالعبرية: הַר בְּרָכָה) هي مستوطنة إسرائيلية مجتمعية تقع في الضفة الغربية.

## التاريخ
أُقيمت مستوطنة هار براخا في عام 1983 على أراضي قرى بورين وكفر قليل.

## السكان
بلغ عدد سكان مستوطنة هار براخا حوالي 2,757 نسمة خلال عام 2019.